# 愈喬二公祠
22°26′41.54″N 114°00′29.44″E / 22.4448722°N 114.0081778°E

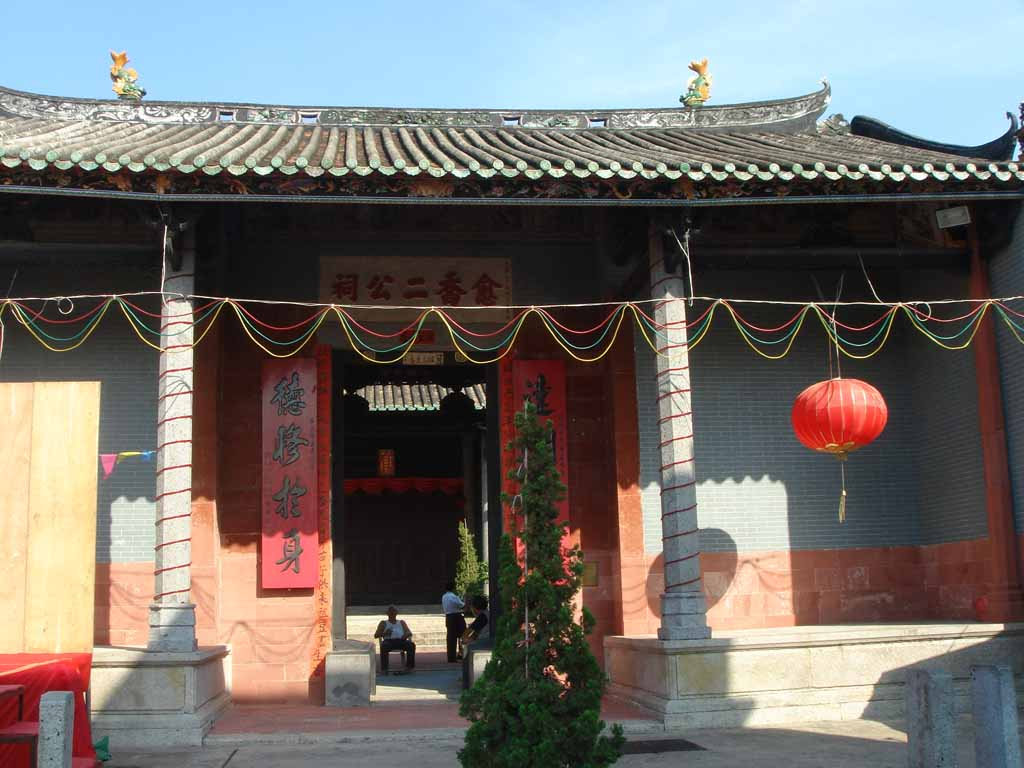
愈喬二公祠

愈喬二公祠座落於香港新界元朗屏山鄧氏宗祠的南面，位於坑頭村和坑尾村之間，由鄧族第十一世祖鄧世賢（號愈聖）和鄧世昭（號喬林）昆仲於16世紀初興建，距今已有逾500年歷史，為屏山文物徑的重點文物之一，並於2001年12月14日被列為香港法定古蹟。
愈喬二公祠除了是祠堂外，在1931年至1941年、1944年至1965年，是達德學校在遷校前、屏山各村子弟讀書之場所。

## 建築
愈喬二公祠為三進兩院式建築，結構和規模與鄧氏宗祠相若。據祠堂正門石額所載，清光緒年間（1875年至1908年）曾進行大規模修葺，但基本上仍保持原來的結構和特色。
愈喬二公祠曾作多次維修，全面的修繕則於1995年完成。
達德學校門聯：

達期兼善，德修於身。
愈喬二公祠神樓聯：

世澤宗枝源傳吉水，馨屏俎豆秀毓屏山。
愈喬二公祠春秋二祭大門聯：

今朝春色正平分挹沙江之春水澄澈春光盥得盆匜皆至潔，

此日杏林方挺秀依屏嶺之杏花芬芳杏子供來俎豆盡生香。

## 相片

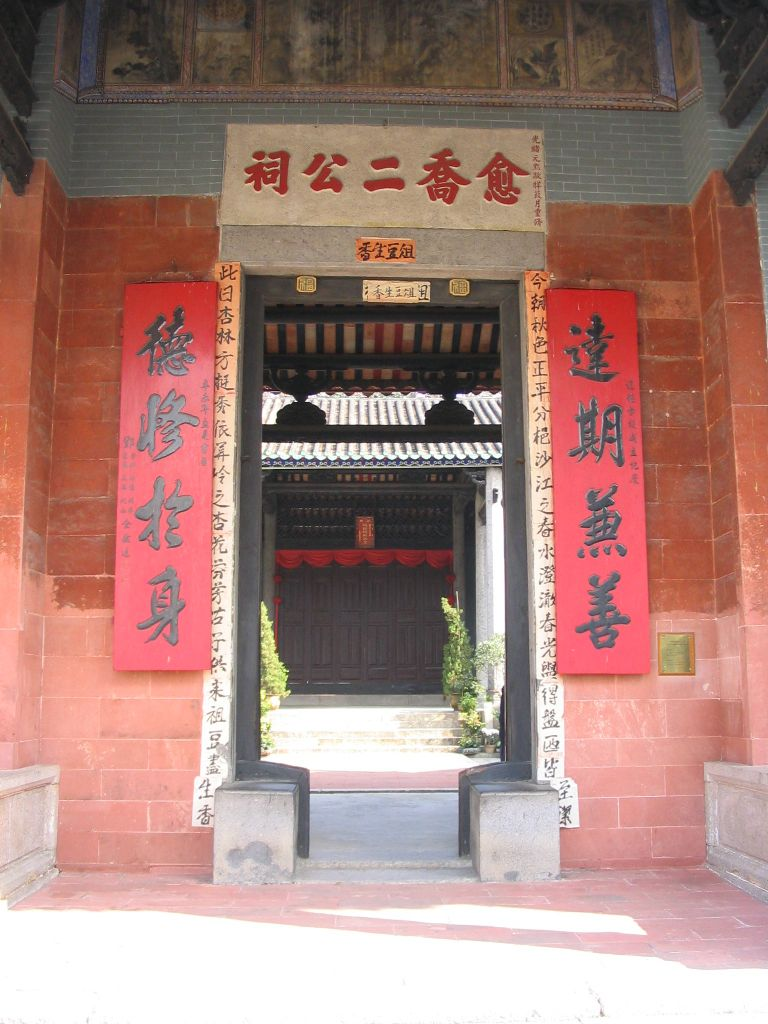
愈喬二公祠正門
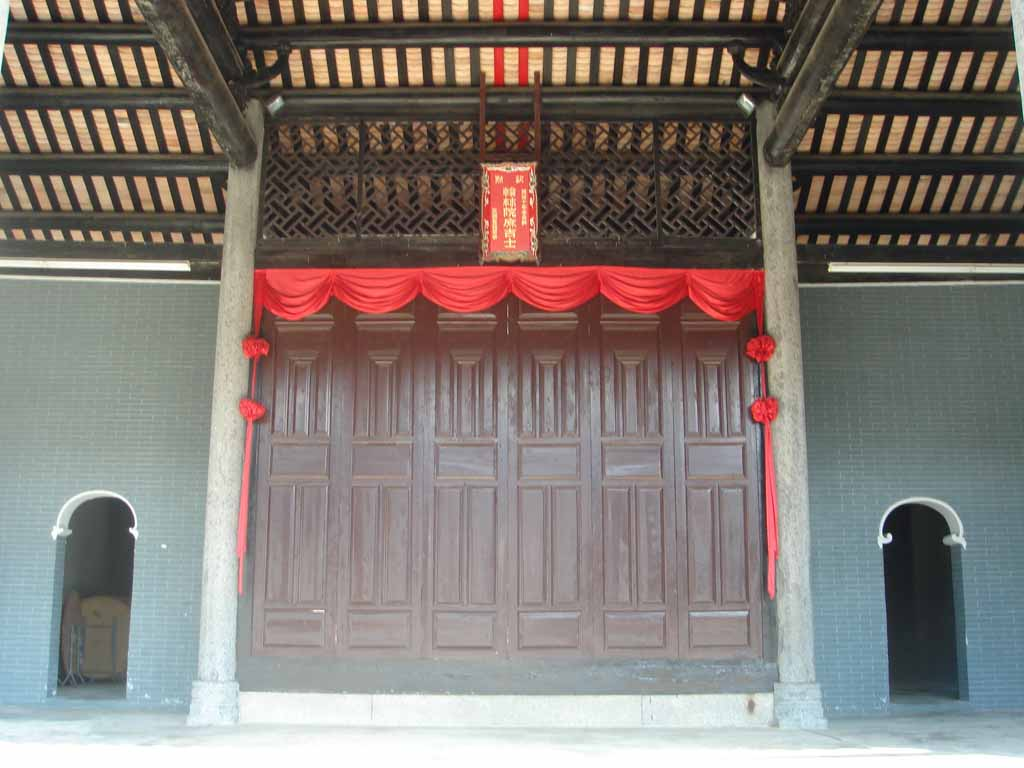
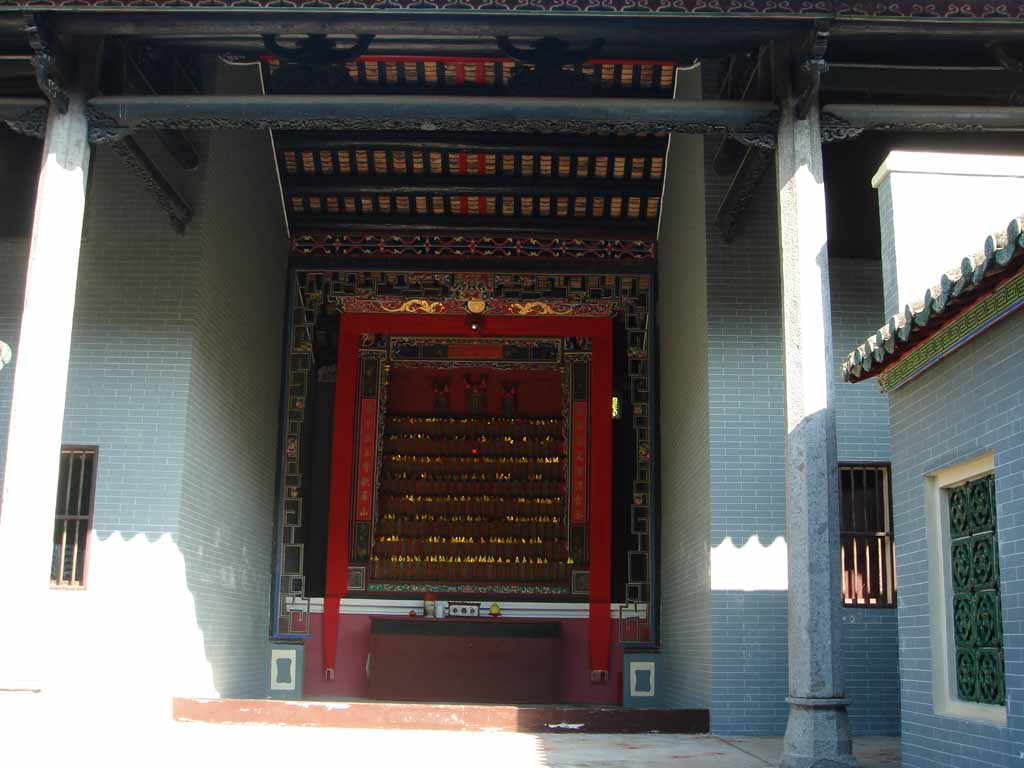
愈喬二公祠神樓
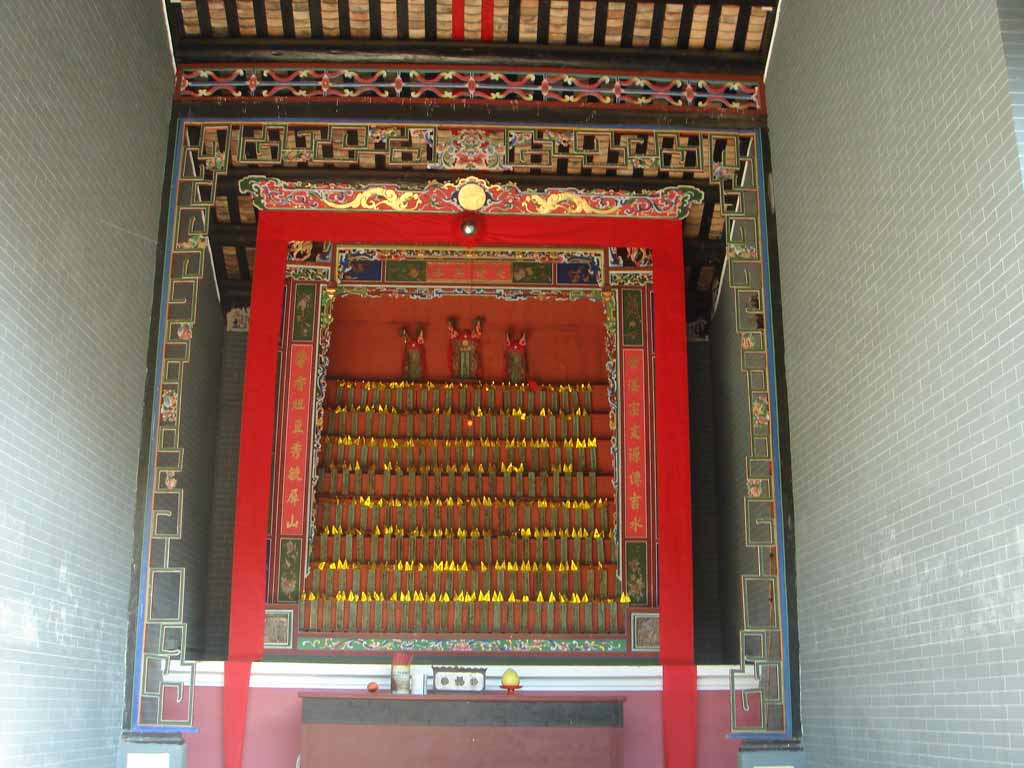
愈喬二公祠神樓
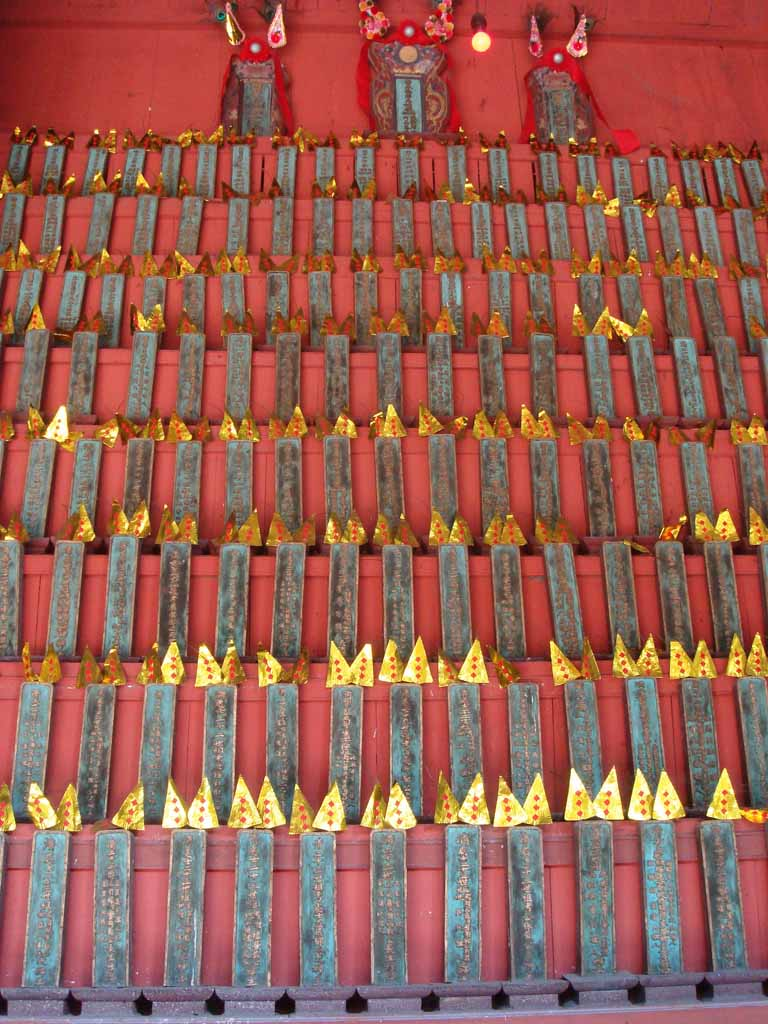
愈喬二公祠神樓內的靈位
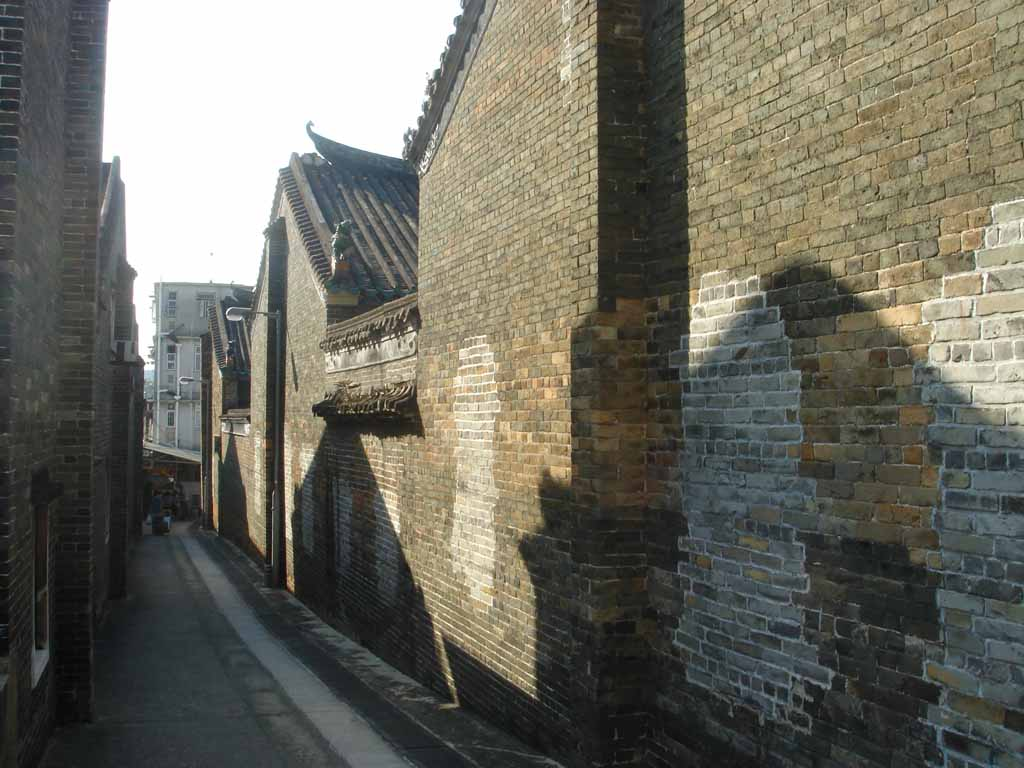
聖軒公家塾（左邊）與愈喬二公祠（右邊）的圍牆
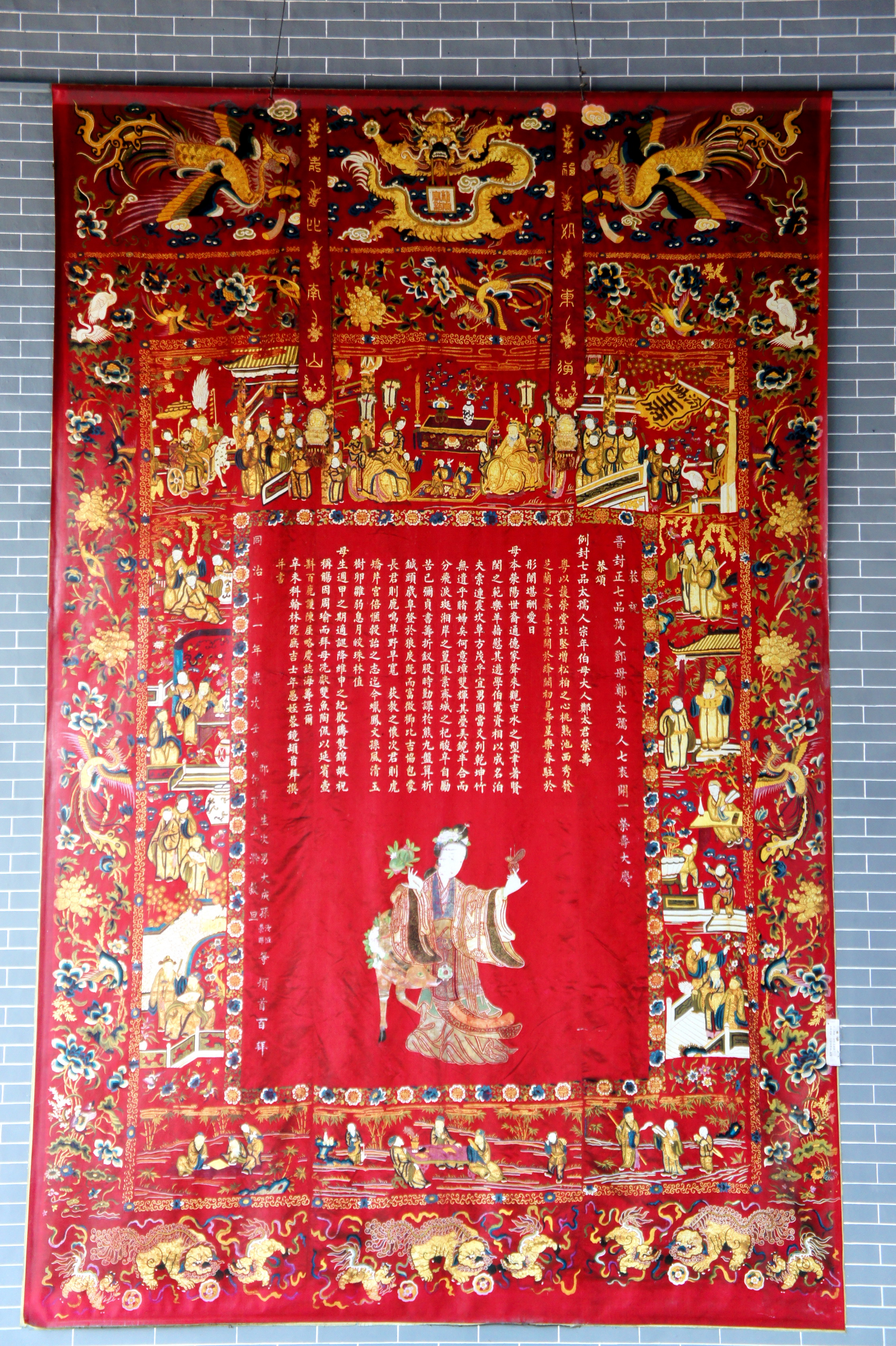
於愈喬二公祠展示的賀帳複製品，以絲網為材料的賀帳是為恭頌屏山鄧氏七品夫人於1872年時六十大壽而製。

## 開放時間
每日09:00-13:00及14:00-17:00開放。

農曆年初一、初二及初三休息。

## 外部連結
- 古物古蹟辦事處 — 愈喬二公祠 （页面存档备份，存于）